# 142 km (rejon dzierżyński)
142 km (ros. 142 км) – przystanek kolejowy w pobliżu miejscowości Kirjanowo, w rejonie dzierżyńskim, w obwodzie kałuskim, w Rosji. Położony jest na linii Wiaźma – Kaługa.